# Араван Резаї
Араван Резаї (перс. ارغوان رضایی, фр. Aravane Rezaï, 14 березня 1987) - французька професійна тенісистка.
Араван Резаї народилася у Франції в родині іранського походження. На Жіночих ісламських іграх вона виступала за Іран і ставала чемпіонкою в 2001 та 2005 роках. 
Для гри Араван характерний безкомпромісний підхід - або пан або пропав. Ризиковані удари допомогли їй добитися перемог над такими зірковими тенісистками як Жустін Енен, Єлена Янкович, Дінара Сафіна, Каролін Возняцкі та Вінус Вільямс, однак для того, щоб пробитися в чільну десятку світового рейтингу їй бракує стабільності.

## Фінали турнірів WTA

### Одиночний розряд: 7 (4 титули, 3 поразки)
| Легенда                |
| ---------------------- |
| WTA Elite Trophy (1–0) |
| Турніри WTA 1000 (1–0) |
| Турніри WTA 500        |
| Турніри WTA 250 (2–3)  |

| Фінали за покриттям |
| ------------------- |
| Тверде (1–2)        |
| Трава (0–0)         |
| Ґрунт (3–1)         |
| Килим (0–0)         |

| Результат | В-П | Дата     | Турнір                                | Категорія     | Покриття   | Опонент          | Рахунок            |
| --------- | --- | -------- | ------------------------------------- | ------------- | ---------- | ---------------- | ------------------ |
| Поразка   | 0–1 | Тра 2007 | Istanbul Cup, Туреччина               | Tier III      | Ґрунт      | Олена Дементьєва | 6–7(5–7), 0–3 ret. |
| Поразка   | 0–2 | 2008     | WTA Auckland Open, Нова Зеландія      | Tier IV       | Тверде     | Ліндсі Девенпорт | 2–6, 2–6           |
| Перемога  | 1–2 | Тра 2009 | Internationaux de Strasbourg, Франція | International | Ґрунт      | Луціє Градецька  | 7–6(7–2), 6–1      |
| Перемога  | 2–2 | 2009     | Турнір чемпіонок WTA, Bali            | Elite         | Тверде (i) | Маріон Бартолі   | 7–5, ret.          |
| Перемога  | 3–2 | Тра 2010 | Мастерс Мадрид, Іспанія               | Premier M     | Ґрунт      | Вінус Вільямс    | 6–2, 7–5           |
| Перемога  | 4–2 | 2010     | Swedish Open, Швеція                  | International | Ґрунт      | Хісела Дулко     | 6–3, 4–6, 6–4      |
| Поразка   | 4–3 | Сер 2011 | Texas Tennis Open, США                | International | Тверде     | Сабіне Лісіцкі   | 2–6, 1–6           |